# Bela Donna - Tradimento fatale
Bela Donna - Tradimento fatale (Bela Donna) è un film brasiliano del 1998, diretto da Fábio Barreto. La pellicola prende spunto dal romanzo  Riacho Doce di José Lins do Rego, sostituendo però i personaggi di Carlos ed Eduarda - marito e moglie, lui svizzero, lei brasiliana - con due coniugi statunitensi, Frank e Donna, al nome della quale si riferisce appunto il titolo del film.

## Trama
Anni trenta del XX secolo. Una coppia statunitense, Frank e Donna, si trasferisce in Brasile, precisamente nel Cearà, dove l'uomo culla il sogno di diventare miliardario grazie al petrolio. Donna, bellissima ma trascurata dal marito, si innamora di un giovane cearense, Nô.